# Campionato italiano 1944 (pallacanestro maschile)
Il campionato italiano 1944 di pallacanestro si è disputato il 19 e 20 agosto 1944 alla Misericordia di Venezia. Formalmente, si trattava delle finali del campionato di pallacanestro di I Categoria Serie A e B. Si svolse nella Repubblica Sociale Italiana (RSI) durante la seconda guerra mondiale, sotto l'egida formale della Federazione Italiana Pallacanestro (FIP), i cui organi erano stati commissariati dalla dittatura fascista nell'Italia settentrionale e centrale.
La competizione si svolse nonostante le notevoli difficoltà organizzative dovute alle contingenze belliche. Già il 23 luglio 1943, in conseguenza dello sbarco in Sicilia, il Partito Nazionale Fascista aveva decretato la sospensione di ogni attività sportiva a carattere nazionale, con la motivazione di «lasciare totalmente gli atleti militari a compiere il loro dovere di soldati»; sarebbero state autorizzate le sole competizioni a carattere locale, compatibilmente con le esigenze militari. In seguito alla caduta del regime solo due giorni dopo, il CONI e le federazioni, tra cui la FIP, furono commissariate, ma in conseguenza degli eventi dell'8 settembre (giorno di entrata in vigore dell'Armistizio di Cassibile), l'occupazione nazista dell'Italia centrosettentrionale determinò la frattura istituzionale tra gli organi federali della Repubblica Sociale Italiana e del Regno del Sud. A Nord, la RSI scelse come Commissario del CONI Ettore Rossi, il quale assunse temporaneamente la direzione di tutte le federazioni sportive dopo aver dichiarato decaduti i precedenti commissari. La sede del CONI e di tutte le federazioni sportive furono spostate da Roma a Venezia.
Il CONI della RSI annunciò, con comunicato del 30 aprile 1944, che al campionato maschile di pallacanestro di Prima Categoria avrebbero preso parte sedici squadre, suddivise in quattro gironi eliminatori, organizzati dai comitati di zona di Genova, Milano, Venezia e Trieste, e che la fase eliminatoria avrebbe avuto inizio non oltre il 14 maggio. Si disputarono dunque quattro campionati di zona:
- Girone giuliano: sei squadre (Ginnastica Triestina, Cooperative Operaie, CRDA Monfalcone, CRDA Trieste, Ilva Trieste e AVG Gorizia);
- Girone lombardo-piemontese: quattro squadre (Borletti, Cremona, Pirelli e V.F. Vercelli);
- Girone ligure-toscano: almeno due squadre (Giordana Genova e Carrarese);
- Girone veneto-emiliano: tre squadre (Reyer Venezia, Virtus Bologna e GUF Parma).

In seguito alle proteste per aver inserito nello stesso girone eliminatorio il campione e il vicecampione del campionato precedente (Reyer Venezia e Virtus Bologna), la FIP decise di ammettere d'autorità la Reyer campione in carica alle finali esonerandola dalle eliminatorie.
Sulle squadre ammesse alle finali i giornali dell'epoca forniscono notizie discordanti (forse anche per cambiamenti in corsa):
- il 26 luglio 1944 Il Resto del Carlino annunciò che alle finali del campionato cestistico erano state ammesse sei squadre (Reyer Venezia, Ilva Trieste, Ginnastica Triestina, Borletti Milano, Giordana Genova e Virtus Bologna) e che sarebbero state ad eliminazione diretta;[13]
- il 10 agosto 1944 il Corriere della sera annunciò che le finali si sarebbero svolte a Venezia il 12 e 13 agosto, aggiungendo che alle finali di Serie A erano state ammesse sei squadre (Giordana, Borletti, Reyer, Virtus Bologna, Ginnastica Triestina e Ilva Trieste) mentre alle finali di Serie B avrebbero preso parte Pirelli e Crda Trieste;[14]
- il 14 agosto 1944 Il Piccolo annunciò che alle finali di Serie A e B, che si sarebbero disputate a Venezia il 19 e il 20 agosto, furono ammesse sette squadre: Reyer di Venezia, Giordana di Genova, Ginnastica, Ilva e CRDA di Trieste, Borletti e Pirelli di Milano.[15]

Tuttavia in seguito alle rinunce delle finaliste lombarde, liguri ed emiliane, le finali furono disputate da sole quattro squadre, una di Venezia e tre di Trieste. Il quotidiano Il Lavoro di Genova criticò la FIP per aver scelto Venezia come sede per le finali, sostenendo che se si fossero svolte ad esempio a Milano le squadre provenienti dalle regioni più meridionali della RSI, gravate dalle notevoli difficoltà e disagi di viaggio e di soggiorno, non avrebbero dovuto rinunciarvi.
La partita decisiva delle finali si concluse sul 25-23 in favore della Reyer Venezia sulla Ginnastica Triestina; i triestini presentarono reclamo, sostenendo che non fosse stato recuperato un minuto perso durante il gioco, fermato perché tutti erano convinti che la partita fosse già conclusa. La Federazione accolse il reclamo annullando la partita e fissandone la ripetizione il 21 agosto, ma la Reyer, non avendo immediatamente a disposizione tutti gli elementi per disputare il nuovo incontro, sporse controreclamo chiedendo l'omologazione dell'incontro annullato.  In attesa della decisione del Direttorio Federale in merito al controreclamo della Reyer, l'omologazione di tutti gli incontri di finale fu sospesa. Nel frattempo, intorno al 29-30 agosto, il CONI comunicò, per disposizioni di carattere superiore, la sospensione a tempo indeterminato di qualunque attività sportiva, per via delle contingenze belliche, rendendo così impossibile la ripetizione dell'incontro. La FIP repubblichina, di conseguenza, decise di non omologare lo scudetto.
A ciò si aggiunse il fatto che la competizione era stata organizzata dalla FIP della RSI e non da quella del legittimo Regno d'Italia (in questa fase definito storiograficamente Regno del Sud): il decreto legislativo luogotenenziale numero 249 del 5 ottobre 1944 dichiarò privo di ogni valore giuridico qualsiasi atto di nomina del «sedicente governo della Repubblica Sociale Italiana», invalidando dunque i mandati dei presidenti del CONI e della FIP che si erano succeduti nella RSI; l'organizzazione di un campionato da parte di questi soggetti, perciò, divenne essa stessa non legale.

## Girone finale

### Classifica
|  | Pos. | Squadra              | Pt | G | V | N | P | PtF | PtS |
|  | ---- | -------------------- | -- | - | - | - | - | --- | --- |
|  | 1.   | Reyer Venezia        | 6  | 3 | 3 | 0 | 0 | 79  | 66  |
|  | 2.   | Ginnastica Triestina | 4  | 3 | 2 | 0 | 1 | 109 | 77  |
|  | 3.   | Ilva Trieste         | 2  | 3 | 1 | 0 | 2 | 97  | 90  |
|  | 4.   | Crda Trieste         | 0  | 3 | 0 | 0 | 3 | 66  | 118 |

### Risultati
| Venezia 19 agosto 1944 Finali | Ilva Trieste | 45 – 23 (18-8) | Crda Trieste | Misericordia |

| Venezia 19 agosto 1944 Finali | Reyer Venezia | 25 – 23 (11-11) | S.G. Triestina | Misericordia |

| Venezia 20 agosto 1944 Finali | S.G. Triestina | 47 – 21 (25-10) | Crda Trieste | Misericordia |

| Venezia 20 agosto 1944 Finali | Reyer Venezia | 28 – 21 (15-11) | Ilva Trieste | Misericordia |

| Venezia 20 agosto 1944 Finali | S.G. Triestina | 39 – 31 (26-9) | Ilva Trieste | Misericordia |

| Venezia 20 agosto 1944 Finali | Reyer Venezia | 26 – 22 (17-10) | Crda Trieste | Misericordia |